# أرت نيفيل
أرت نيفيل (بالإنجليزية: Art Neville)‏ هو مغني أمريكي، ولد في 17 ديسمبر 1937 في نيو أورلينز في الولايات المتحدة وتوفي بنفس المكان في 22 يوليو 2019.

## وصلات خارجية
- أرت نيفيل على موقع IMDb (الإنجليزية)
- أرت نيفيل على موقع ميوزك برينز (الإنجليزية)
- أرت نيفيل على موقع إن إن دي بي (الإنجليزية)
- أرت نيفيل على موقع أول ميوزيك (الإنجليزية)
- أرت نيفيل على موقع ديسكوغز (الإنجليزية)
- أرت نيفيل على موقع قاعدة بيانات الفيلم (الإنجليزية)
- الموقع الرسمي